# 那吉镇 (恩平市)
那吉镇，是中华人民共和国广东省江门市恩平市下辖的一个乡镇级行政单位。

## 行政区划
那吉镇下辖以下地区：
圩镇社区、潭角村、那北村、大莲村、七星塘村、那西村、黄角村、沙河村。

## 旅遊
- 广东恩平地热国家地质公园